# Xenesthis intermedia
Xenesthis intermedia là một loài nhện trong họ Theraphosidae.
Loài này thuộc chi Xenesthis. Xenesthis intermedia được miêu tả năm 1945 bởi Schiapelli & Gerschman.